# 4S Street

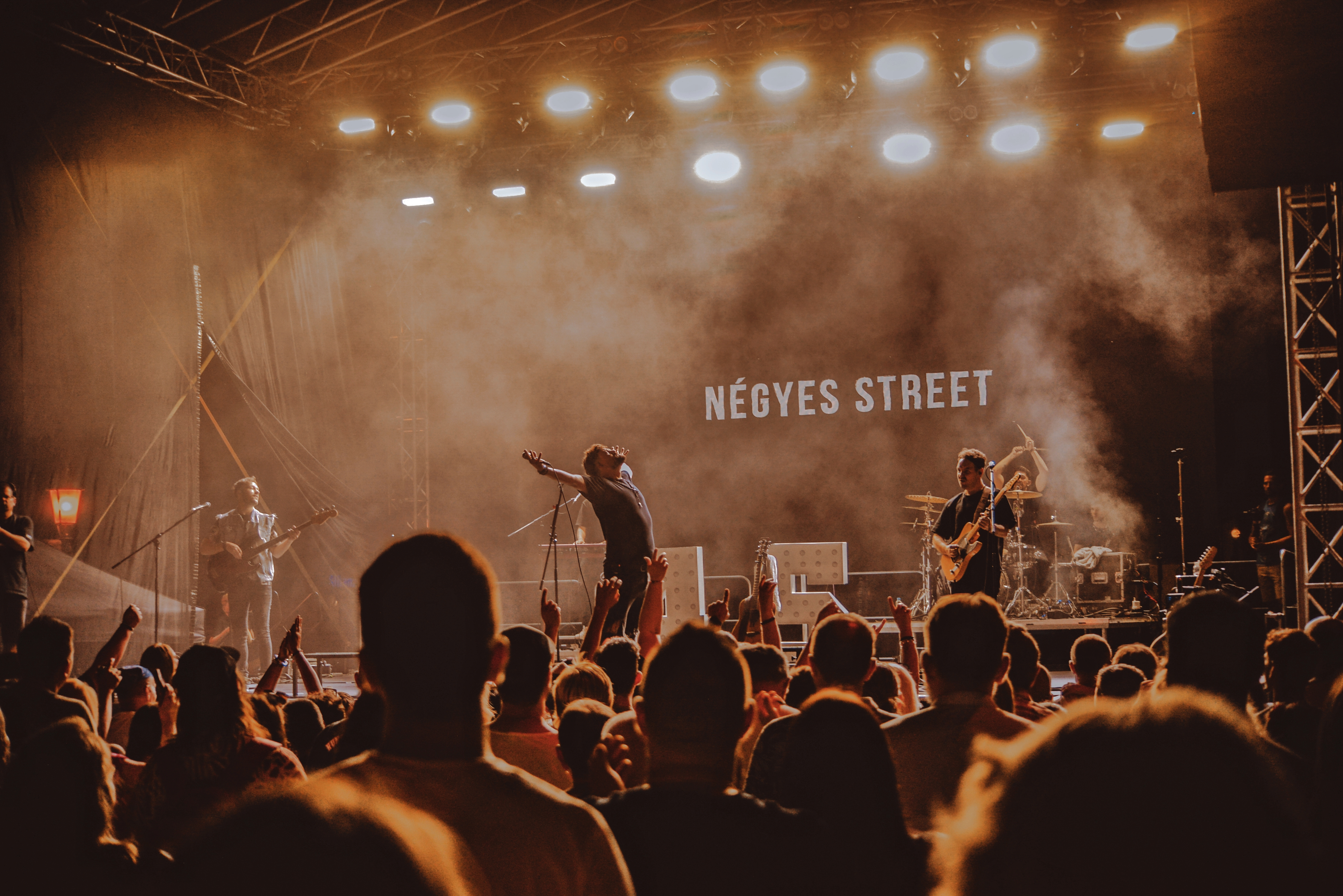
Pillanatkép egy 2025-ös nyári koncertről.

A 4S Street egy 2018-ban alakult, erdélyi magyar, indie-pop-rock együttes.

## Története
A 4S Street 2018-ban alakult Gyergyószentmiklóson. Az együttest Alin Nicuta (ének, akusztikus gitár), Fülöp Loránd (gitár), Szabó László (basszusgitár) és Pál Andor (dobok) alkotják. Hangzásvilágukat a pop, rock, indie és alternatív műfajok ötvözik. A zenekar eddigi munkásságát három nagylemez fémjelzi: Fellegvár (2019), Szebb Napok (2021), Jegyeket, bérleteket (2024). Albumaik többszörös arany- és platinalemez minősítést szereztek, emellett több rangos szakmai díjban is részesült a zenekar. 

## Diszkográfia

### Albumok
| Év   | Cím                  | Kiadó                  |
| ---- | -------------------- | ---------------------- |
| 2019 | Fellegvár            | Prime Event Management |
| 2021 | Szebb napok          | Prime Event Management |
| 2024 | Jegyeket, bérleteket | Prime Event Management |

## Díjak és elismerések
- 6. Siculus Fesztivál – Siculus Nagydíj (2018)[1]
- Legszebb Erdélyi Magyar dal –  25 év alatti kategóriában - Egyszer fenn (2018)
- Legszebb Erdélyi Magyar Dal – közönségdíj - Mesélek a bornak (2021)[2]
- Petőfi zenei díj –  Az év zenekara (2022)[3]
- Fonogram – Magyar Zenei Díj - Az év hangfelvétele - Mesélek a bornak (2023)[4]
- WMMD – Digitális Zenei Díj - A legnézettebb videó - Mesélek a bornak (2023)[5]
- Fonogram – Magyar Zenei Díj –  Az év hazai kortárs szórakoztatózenei albuma vagy hangfelvétele - A szívem ég (2024)
- Petőfi zenei díj – Az év rádiós koncertje (2024)
- Legszebb Erdélyi Magyar Dal - 10 éves Jubileumi díj - Mesélek a bornak (2025)
- Artisjus-díj – Az év junior könnyűzenei alkotója - (2025)

## Tagok

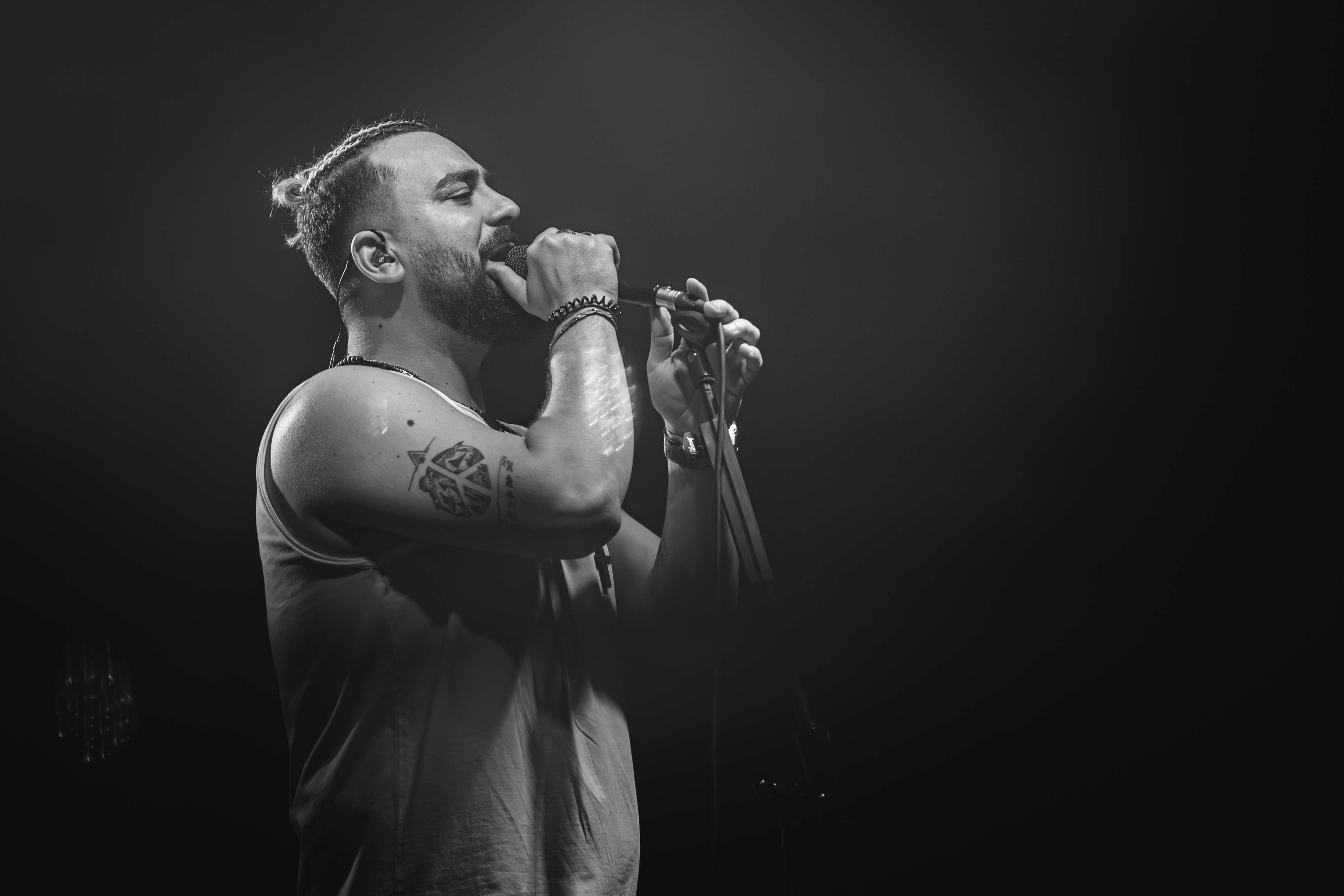
Alin Nicuta
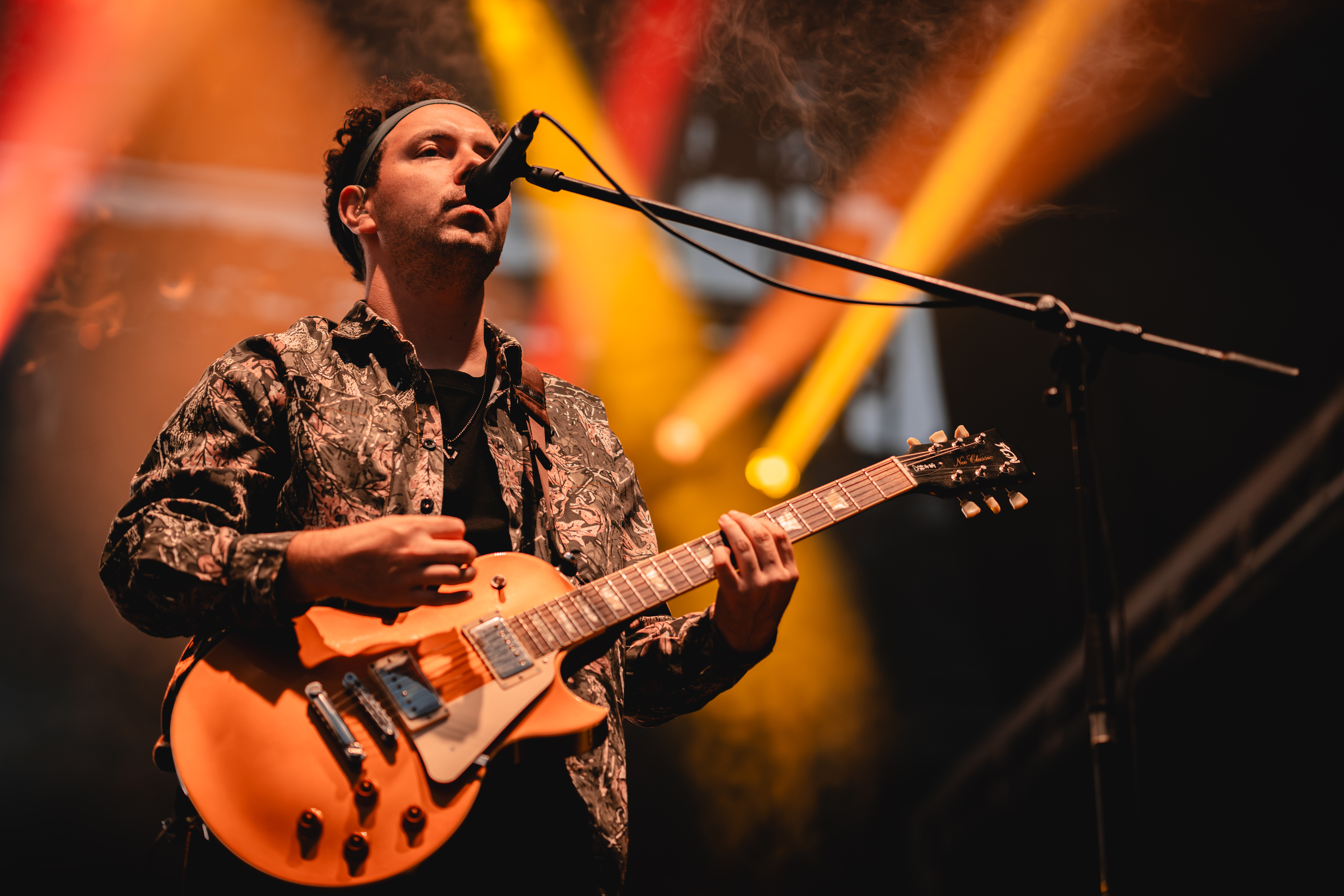
Fülöp Loránd
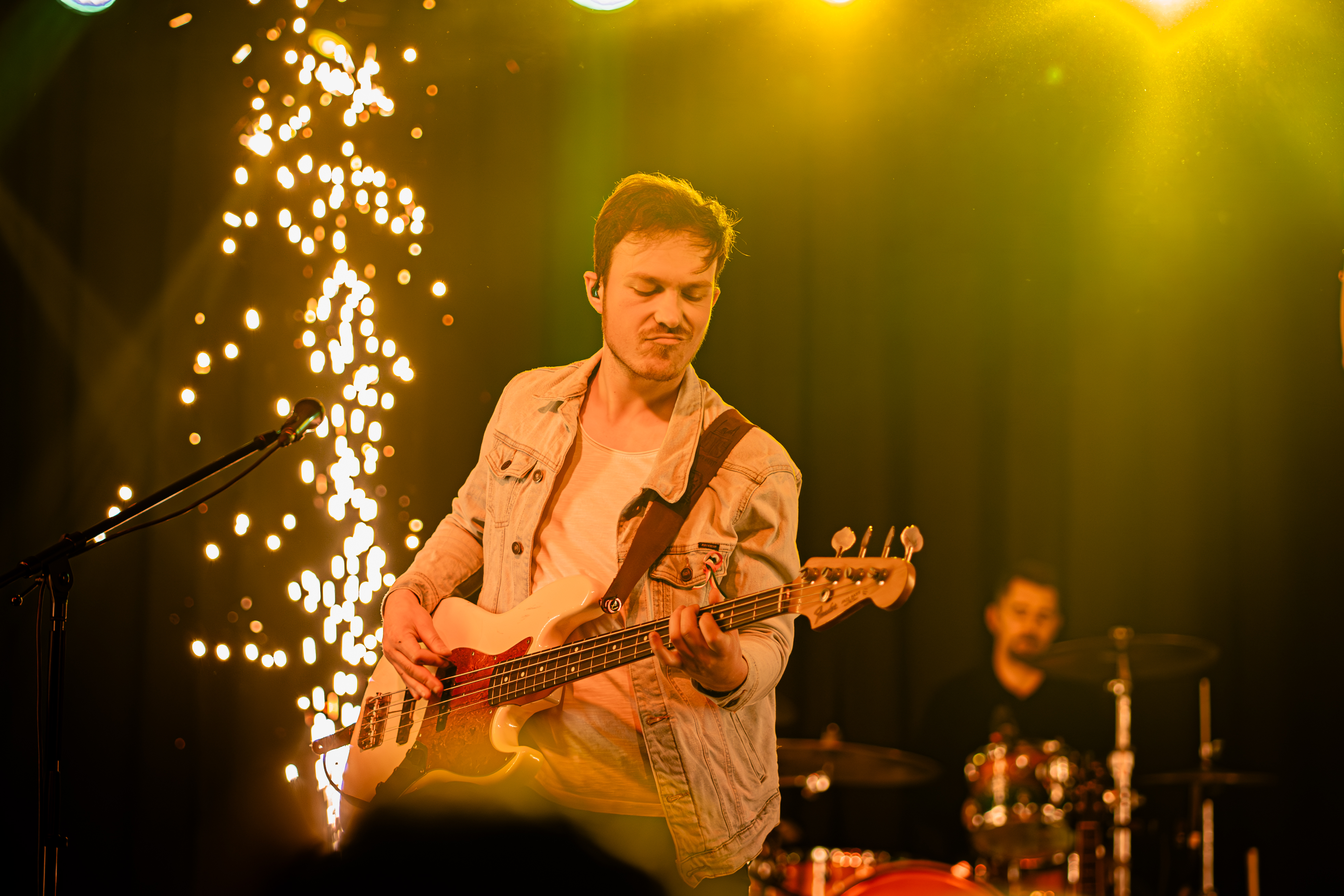
Szabó László
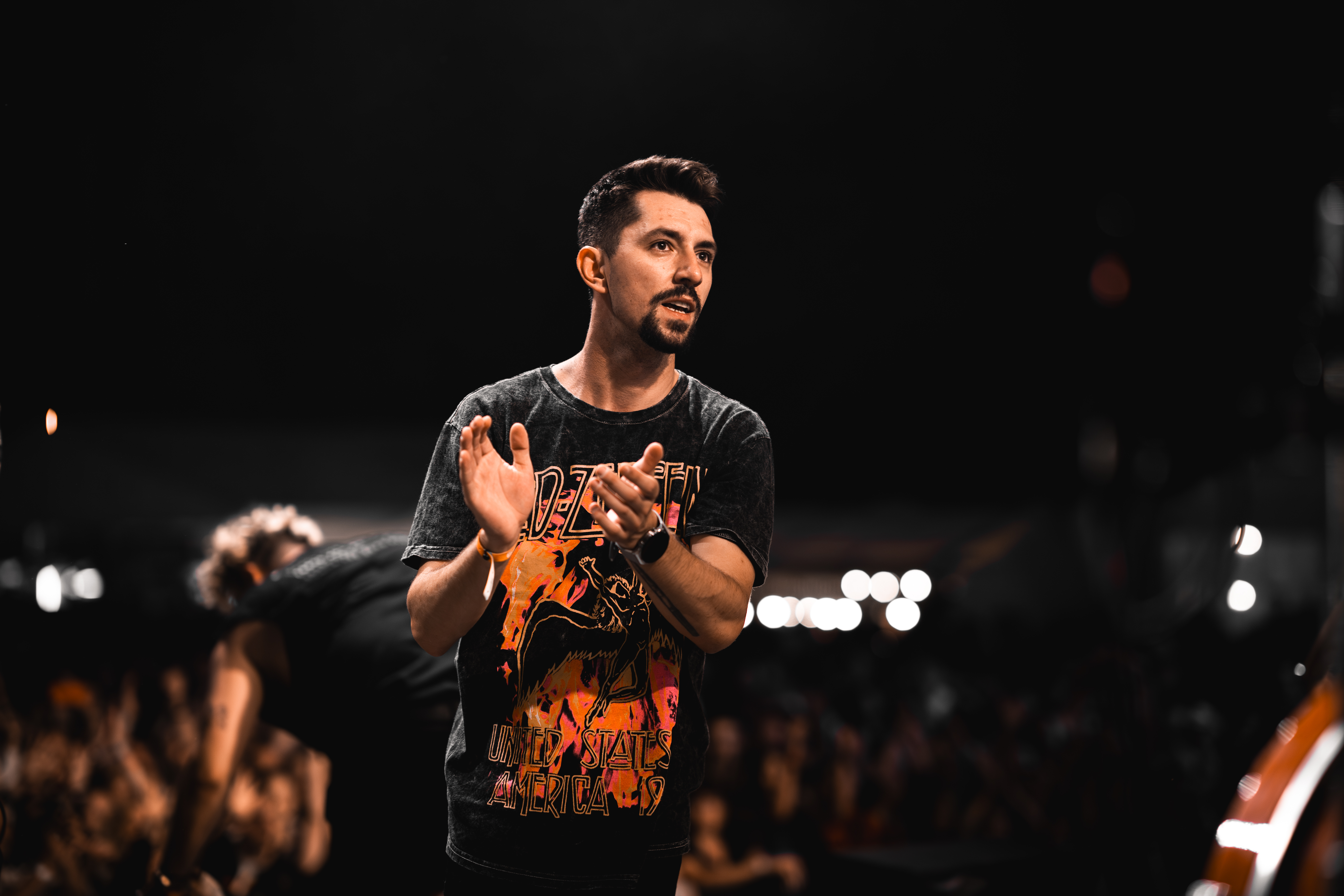
Pál Andor